# Maison Bergougnan
Pour les articles homonymes, voir Bergougnan.
La maison Bergougnan est une villa située au 64 rue Blatin à Clermont-Ferrand. Construite dans le premier quart du XXe siècle en briques et pierres dont l'originalité tient à l'alternance de ces deux matériaux. Sa toiture est partiellement en terrasse. La maison, y compris les décors intérieurs et le jardin avec sa clôture sont inscrits aux Monuments historiques par arrêté du 13 décembre 2000.